# Jochen Partsch
Jochen Partsch (Hammelburg, 29 aprile 1962) è un politico tedesco, sindaco di Darmstadt dal 21 giugno 2011.